# Bosetus
Bosetus, auch Bossetus oder Bostetus, tätig in der ersten Hälfte des 14. Jahrhunderts, war ein in Italien nachweisbarer Kunsthandwerker des Mittelalters. Er ist nur durch eine Serie gleichartiger hexagonaler, zinnerner Behältnisse bekannt, von denen heute noch fünf erhalten sind.

## Leben
Bosetus ist nur durch den Schriftzug „Bosetus me fecit“ (deutsch: Bosetus hat mich gemacht) auf fünf Behältern mit sechseckigem Grundriss bekannt. Diese befinden sich in Berlin im Kunstgewerbemuseum (Inv. Nr.: 1899,4), in Wien in der ehemaligen Sammlung von Albert Figdor, in Paris im Musée de Cluny (Inv. Nr.: Cl. 1661), in Triest im Civici Musei di Storia e Arte (Inv. Nr.: 21464) und in Bologna im Museo Civico medievale (Inv. Nr.: 1999). Außerdem ist aus der Mitte des 18. Jahrhunderts eine Beschreibung eines weiteren Behälters in Buja bei Udine überliefert, dessen Verbleib heute unbekannt ist. Da keine Schriftquellen erhalten sind, wird in der Forschung versucht anhand dieser Behälter abzuleiten, wer Bosetus gewesen sein könnte. Die Quellenlage zur Provenienz ist zu allen Behältern schlecht.
Erste Literatur über einige der Behälter findet sich im 19. Jahrhundert. 1851/52 erschienen mehrere Artikel über das Wachssiegel, welches sich zu dieser Zeit noch auf dem Triester Behälter befand. Der Behälter gehörte zu dieser Zeit in die Sammlung von Marco Bonacich, der vor allem auf dem Bereich der Numismatik und Sphragistik tätig war. Wie und wann der Behälter in seine Sammlung gelangte, ist nicht bekannt. 1871 beschrieb Eugène Viollet-le-Duc erstmals den bei ihm als Salzfass bezeichneten Behälter aus dem Musée de Cluny und fügte Abbildungen bei. Alfred von Walcher-Molthein beschrieb 1904 einen vergleichbaren Behälter aus der Figdor-Sammlung und korrigierte, in dem er auf Viollet-le-Duc Bezug nahm, die Inschrift zu Bostetus me fecit. Bei diesem Behälter ebenso wie bei denen aus Berlin und Bologna lässt sich erkennen, dass sich das vermeintliche erste „t“ sowie das „e“ auf derselben Position befinden. Es scheint sich daher eher um einen Fehler bei der Herstellung zu handeln. Germain Bapst listete Bosetus 1884 als einen Zinngießer des 13. Jahrhunderts auf. Auf Bapst geht die Schreibweise Bossetus zurück. Dies hatte mutmaßlich zur Folge, dass Bosetus erst in den französischen Raum eingeordnet wurde.
Der Behälter in Paris ist jedoch der einzige, der sich im französischen Raum befindet. Die größere Anzahl an Behältern ist aus dem italienischen Raum bekannt. In der aktuellen Forschung wird daher eine Herkunft aus der Po-Ebene diskutiert. Stilistische Merkmale auf den Behältern führten zu einer Datierung in die erste Hälfte des 14. Jahrhunderts.
Es wurden verschiedene Thesen diskutiert, wer Bosetus gewesen sein könnte. In Triest setzte sich ebenfalls die Überzeugung durch, dass es sich um ein Salzgefäß handle. Daraus wurde abgeleitet, dass es sich bei Bosetus um einen Mönch gehandelt haben könnte, der das Salzgefäß für die Speise an der klösterlichen Tafel fertigte.
In Bologna wurde ferner die Meinung vertreten, dass es sich um den Künstler Giacomo Roseto handle, ein Goldschmied aus Bologna, der von 1351 bis in die 1380er tätig war. Abgesehen von der eindeutig falschen Schreibweise sprechen auch unterschiedliche Charakteristika der Behälter im Vergleich zu Rosetos sonstigem Werk gegen diese These.
Im Mittelalter war es sehr selten, dass Werke signiert wurden. Handwerker waren zu dieser Zeit meist in Zünften organisiert und traten nicht als einzelne Künstlerpersönlichkeit hervor. Die vorgestellten Behälter gehören zu den frühsten bekannten signierten Zinnobjekten. Die Signatur ist als ein Markenzeichen für ein in mehrfacher Weise mechanisch reproduziertes Objekt zu sehen. Vermutlich handelt es sich jedoch nicht um die Signatur eines Einzelnen, die den Künstler als geistigen Urheber hervorheben sollte. Es ist wahrscheinlicher, dass es sich um eine Werkstattmarke handelt und diese nicht zwingend von dem Ausführenden selbst stammt. Ob diese Werkstatt auf die Herstellung von Zinnobjekten spezialisiert war, lässt sich nicht feststellen. Die Präzision in der Reliefierung, die Anordnung der Inschriften und die hohe graphische Qualität der Schriftzeichen können auch auf die Herstellung der Matrizen durch einen Goldschmied oder Siegelschnitzer hindeuten.

## Bosetus’ Behälter

### Beschreibung

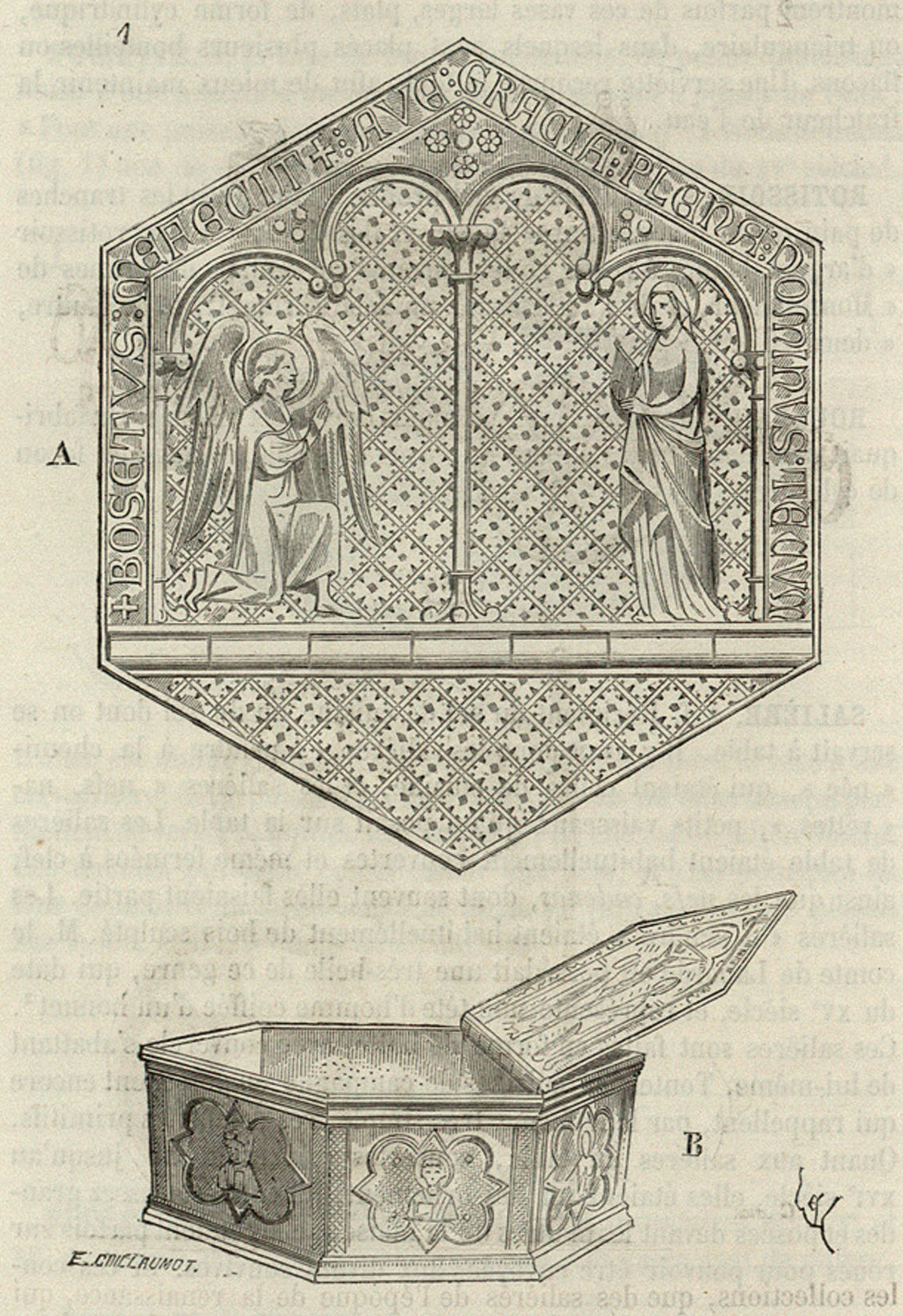
Abbildungen des Behälters im Musée de Cluny bei Viollet-le-Duc

In der Literatur wird die Funktion des Behälters mit (liturgischem) Salzfass, Pyxis oder Reliquiar angegeben. Die Behälter messen 3,8 cm in der Höhe und 8,4 cm in der Breite. Mit einem Scharnier ist ein fünfeckiger Deckel auf dem Behälter montiert. Einige der Behälter haben drei Füße in Form von sitzenden Löwen, ein ähnlicher sitzt als Knauf auf dem Deckel.
Alle Behälter sind mit den gleichen Reliefdarstellungen verziert, auch wenn sich diese stilistisch unterscheiden. An den sechs Außenwänden sind in Vierpässen jeweils Christus und fünf Heiligenfiguren als Bruststück dargestellt. Bisher ließen sich nur die Heiligen Petrus mit dem Schlüssel und Paulus mit Buch und Schwert identifizieren.
Auf den jeweiligen Deckeln wird außen die Verkündung an Maria abgebildet, die an vier Seiten mit einem Schriftzug in gotischer Majuskel bestehend aus Signatur und dem Engelsgruß umrahmt wird: + : BOSETUS : ME FECIT + : AVE : GRATIA : PLENA : DOMINUS : TECUM. Innen ist die Kreuzigung Christi mit Johannes und Maria dargestellt, die Inschrift lautet + : CUM • SIS • IN • MENSA PRIMO D' • PAUPERE PENSA : CUM PASCIS EUM PASCIS AMICE DEUM : (Wenn du zu Tische sitzt, gedenke zuerst des Armen, wenn du ihn speisest, Freund, so speisest du Gott). Auf diesen Spruch geht die Deutung des Behälters als Salzgefäß zurück. Er findet sich in dieser Form oder auch leicht abgewandelt in der Literatur für Tisch-Etikette des 12. und 13. Jahrhunderts. Dies könnte auf den profanen Gebrauch des Behälters hindeuten. Aufgrund der christlichen Motivik kann eine liturgische Verwendung jedoch auch nicht völlig ausgeschlossen werden.
Die Einzelteile für den Corpus des Behälters wurden vermutlich mittels eines Gussverfahrens durch zwei oder mehrere nebeneinanderliegende Matrizen hergestellt, während der Deckel durch die Gegenüberstellung zweier gleich großer Matrizen entstand. Im Vergleich der Darstellungen zeigt sich, dass die Figuren unterschiedlich ausgeformt sind. Dies weist darauf hin, dass die Matrizen zu unterschiedlichen Zeiten, vielleicht auch von unterschiedlichen Personen, angefertigt wurden. Stilistische Unterschiede zwischen Deckel und Behälter ließen die These aufkommen, dass verschiedene Kunsthandwerker am selben Objekt gearbeitet hätten. Grüne und rote Farbreste an den Buchstaben lassen eine Bemalung der Behälter vermuten.

### Behälter in Berlin
Dem Berliner Behälter wird die Funktion eines liturgischen Salzfasses zugeschrieben, das zur Aufbewahrung des Salzes, das für die Zubereitung des Taufwassers benötigt wird, diente. Der Behälter wurde 1899 in Wien angekauft. Die löwenförmigen Beine und der Knauf wurden beim Berliner Behälter entfernt, da man sie als Ergänzung des 19. Jahrhunderts betrachtete. Ein Umriss vom Knauf ist auf dem Deckel noch zu erkennen.

### Behälter in Bologna
Das Behältnis in Bologna wurde 1873 eingemauert im Altar der Kirche St. Blaise in der Nähe von Faenza gefunden. Dies ermöglicht zwar keine Rückschlüsse auf die ursprüngliche Verwendung des Behälters, weist jedoch eine spätere Funktion als Reliquiar aus. Die drei löwenartigen Beine und der Knauf sind noch erhalten. Bei genauerer Betrachtung ist zu erkennen, dass die seitlichen Vierpass-Rahmen nicht mittig in die Flächen eingeschrieben sind und teilweise in die mit einem Rautenmuster versehenen Ränder hineinragen.

### Behälter in Triest
Das Triester Objekt war mit einem Wachssiegel des Bischofs Angelo Canopeo versehen. Der Bischof war von 1370 bis 1383 im Amt. Das bedeutet, dass auch dieser Behälter in seiner zweiten Funktion ein Reliquiar gewesen ist, nachdem der Behälter für seine eigentliche Funktion ausrangiert wurde. Außerdem ist durch das Wachssiegel eine zeitliche Einordnung möglich. Die Anbringung der Heiligenbilder an den Seiten erfolgte gleichmäßiger als im Beispiel aus Bologna. Die Löwen-Beine sind noch erhalten.

### Behälter in Paris
Durch Viollet-le-Duc wurde dem Behälter bereits 1871 die Funktion eines Salzfasses zugeschrieben. In einer Ausstellung zum Thema "Einblicke in den Alltag" wird das Salzfass als Tischgerät präsentiert und ihm damit eine profane Verwendung zugewiesen. Wie beim Beispiel in Bologna sind die Vierpass-Rahmen nicht an allen Seiten mittig angebracht. Die Beine und der Knauf werden in keiner Beschreibung des Behälters erwähnt.

### Behälter in Wien
Walcher-Molthein beschrieb den Behälter in Wien als eine "ältere Kopie" des Beispiels in Paris und ordnete ihn als Klostersalzfass ein. Seit dem Verkauf der Sammlung Figdor 1930 ist der Verbleib unbekannt. Zwei Abbildung in Walcher-Moltheins Artikel lassen den Schluss zu, dass der Behälter weder Füße noch Knauf hat.